# NRW.BANK

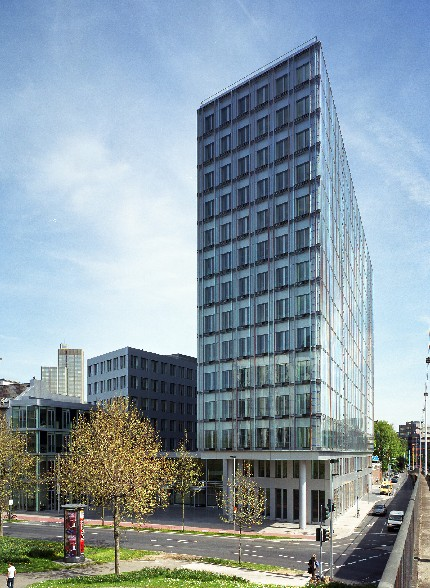
Sede del NRW.Bank en Düsseldorf.

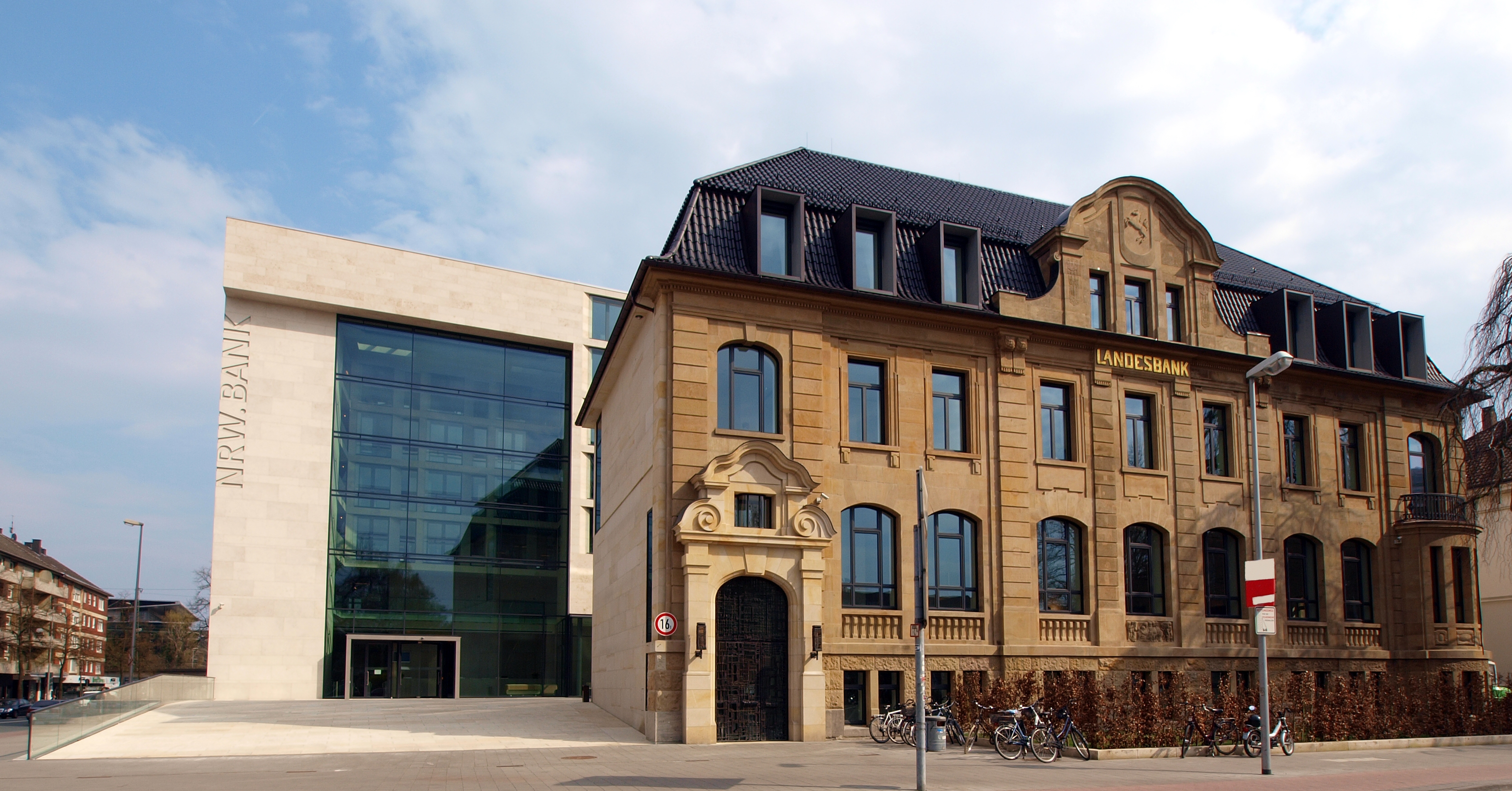
Sede del NRW.Bank en Münster.

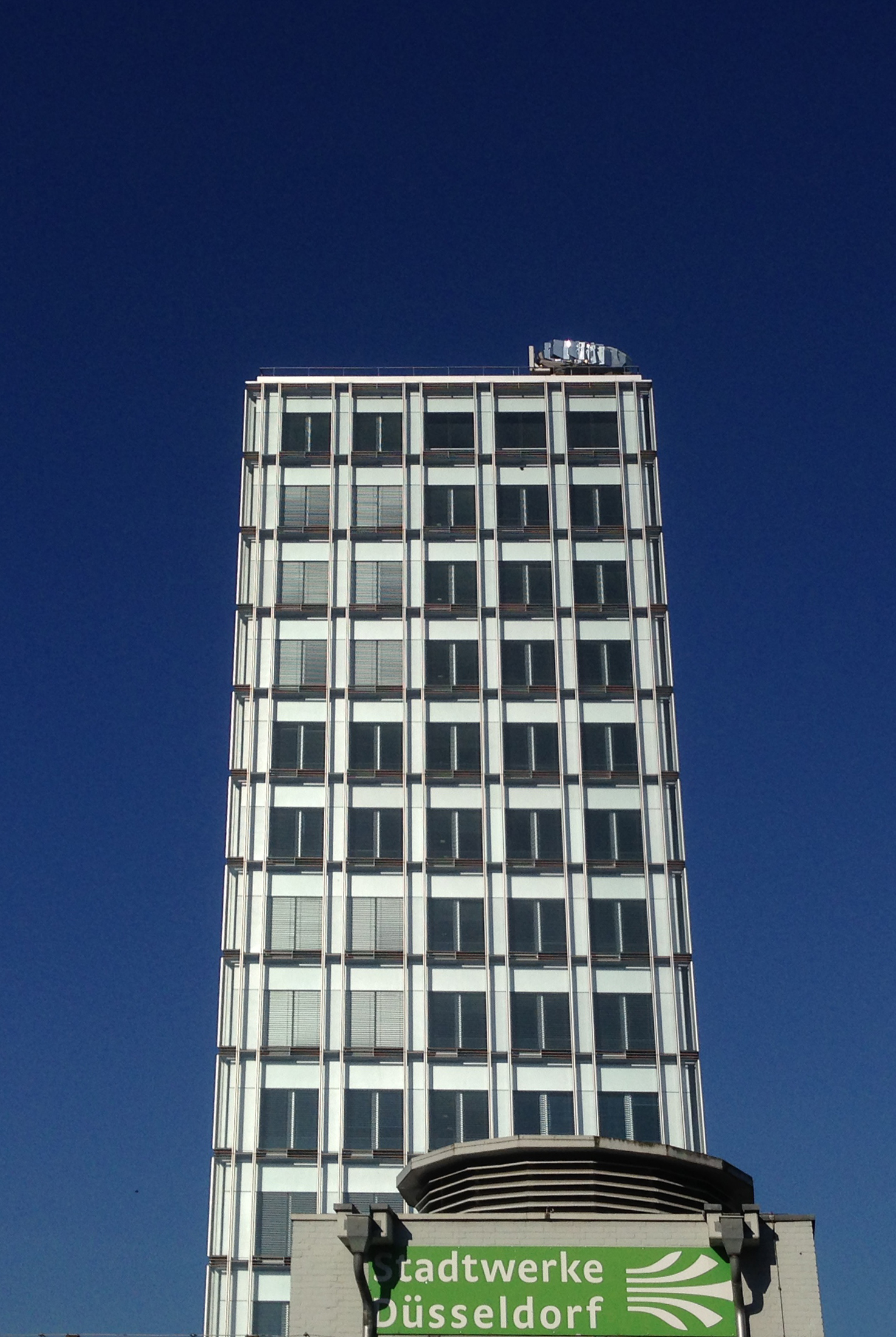
NRW.Bank Düsseldorf, vista desde la Reichsstraße

NRW.Bank (cotiza como NRW.BANK) es el Landesförderinstitut (banco de desarrollo) de Renania del Norte-Westfalia, con sede en Düsseldorf y Münster. Su forma jurídica es la de un instituto de derecho público. El único titular del banco es el estado de Renania del Norte‑Westfalia.

## Pedido
NRW.Bank es el banco de desarrollo de Renania del Norte-Westfalia, con el mandato público de apoyar al estado y a sus autoridades municipales en el cumplimiento de sus responsabilidades, especialmente en los ámbitos de la política estructural, económica, social y de vivienda.
La NRW.Bank emplea principalmente instrumentos como préstamos de fomento con condiciones favorables o compromisos de tipos de interés a largo plazo, la provisión de capital propio y capital mezzanine, el reparto de riesgos con bancos comerciales y servicios de asesoramiento. Más allá de las actividades bancarias tradicionales, la NRW.Bank también actúa como proveedor de servicios para el estado en la administración de subvenciones. Ópera sobre una base neutral en el mercado.
El banco concede la mayoría de los préstamos de fomento a través del procedimiento de los bancos colaboradores (Hausbankenverfahren), en cooperación con bancos y cajas de ahorro. Los solicitantes presentan la solicitud a través de su banco principal, que evalúa la solvencia, remite la solicitud y desembolsa los fondos en condiciones favorables, compartiendo a veces el riesgo con el banco de fomento.
La NRW.Bank opera de manera independiente del presupuesto estatal, financiando sus actividades de fomento con sus propios ingresos en lugar de con fondos estatales.

### Economía
En el ámbito de fomento económico, asegura y mejora la estructura empresarial de tamaño medio. Además, ofrece apoyo a la creación de empresas. Sus ofertas están dirigidas a empresas medianas, start‑ups y scale‑ups, autónomos y emprendedores, y consisten en préstamos de fomento con tipos de interés reducidos para capital circulante e inversiones, complementados con financiaciones mezanine y de capital propio para empresas jóvenes y medianas.
Presta especial apoyo a los procesos de transformación en ámbitos como la digitalización, la sostenibilidad, la eficiencia de los recursos y la electromovilidad. La oferta incluye, además de préstamos de fomento y productos de capital propio, asesoramiento sobre las posibilidades de financiación pública de otros proveedores como el estado federado, el gobierno federal y la UE.

### Sala de estar
La NRW.Bank fomenta de manera integral la vivienda y el entorno residencial en Renania del Norte‑Westfalia. Sus actividades incluyen el apoyo a la construcción de nuevas viviendas, la modernización de las existentes, así como medidas para aumentar la eficiencia energética y para implementar objetivos de protección ambiental y climática en los inmuebles residenciales.
Un enfoque principal se encuentra en la promoción pública de vivienda conforme a la Ley de Promoción de Vivienda de Renania del Norte‑Westfalia. En este marco, se conceden préstamos de fomento a los solicitantes a través de las ciudades y municipios, basados en el Programa de Fomento de Vivienda (WoFP) y las directrices de apoyo del estado federado. Estos programas tienen como objetivo la creación, modernización y conservación de viviendas, especialmente para alquiler, propiedad de uso propio, así como para grupos específicos como personas con discapacidad, aprendices y estudiantes.
La NRW.Bank complementa la promoción pública de vivienda del estado con sus propios programas de fomento dirigidos a particulares que deseen adquirir, construir o modernizar una vivienda en propiedad.

### Infraestructura y municipios
La NRW.Bank apoya a los municipios y a las empresas municipales de Renania del Norte‑Westfalia con préstamos a bajo interés y a largo plazo, así como con un servicio de asesoramiento para la realización de proyectos de infraestructura municipal. Estos préstamos, que se conceden directamente, cubren todas las áreas de la infraestructura municipal, y, por ejemplo, las inversiones en protección del clima o educación reciben tipos de interés aún más favorables.

### Refinanciación
NRW.Bank se refinancia a través del mercado internacional de capitales. En 2013, fue el primer banco regional de fomento en Alemania en emitir un bono verde para la refinanciación de proyectos respetuosos con el medio ambiente en Renania del Norte‑Westfalia. Desde entonces, la NRW.Bank coloca anualmente bonos verdes. En 2020, además, emitió como primer banco de fomento alemán un bono social con un volumen de 1.000 millones de euros.

## Órganos administrativos
Los órganos del banco, según el § 7, apartado 1, de los estatutos, son la junta directiva, el consejo de administración y la asamblea de garantes. Mientras que la junta directiva dirige el banco, su actividad es supervisada por el consejo de administración. La asamblea de garantes asume las funciones societarias de una junta general, como en una sociedad anónima.

## Historia

### Antecedentes
La historia de la NRW.Bank comenzó en 2001 con el acuerdo Verständigung I, en el que la Comisión Europea y el Gobierno alemán decidieron eliminar gradualmente las garantías de responsabilidad estatal para los Landesbanken y las cajas de ahorros alemanes antes de 2005 por motivos de competencia, conservando al mismo tiempo su estatuto de derecho público. Un acuerdo posterior, el Verständigung II, firmado el 1 de marzo de 2002, introdujo una normativa especial para los bancos de fomento jurídicamente independientes que realizaban actividades de fomento y desarrollo estructural neutrales con respecto al mercado.
Como resultado, Westdeutsche Landesbank Girozentrale se dividió en WestLB AG, de gestión privada, y Landesbank NRW, de propiedad pública, predecesora de lo que más tarde se convertiría en NRW.Bank.

### Creación de la NRW.Bank y ampliación de las ayudas
El 31 de marzo de 2004, el Parlamento Regional de Renania del Norte-Westfalia aprobó la ley para la reestructuración del Landesbank NRW como banco de fomento para Renania del Norte‑Westfalia. Con ello, el banco obtuvo oficialmente el estatus de banco de fomento, en el que las obligaciones institucionales y la responsabilidad del garante siguen siendo válidas de forma permanente. Asimismo, el banco recibió el nombre de NRW.Bank, bajo el cual opera desde entonces. Desde entonces, las sedes de la entidad se encuentran en Münster y Düsseldorf.
La ley de reestructuración incluía además la asunción de una garantía explícita para la NRW.Bank por parte de su garante. Como consecuencia de esta responsabilidad solidaria establecida por ley, las emisiones emitidas por la NRW.Bank reciben una ponderación de solvencia de cero. La denominada imputación Solva‑cero significa que las entidades de crédito no deben respaldar estas obligaciones con capital propio computable.
A partir de 2005, la NRW.Bank amplió su oferta de productos y desarrolló programas de fomento adicionales para emprendedores, empresas medianas y municipios. Tras el huracán Kyrill en 2007, el banco ofreció por primera vez préstamos inmediatos como programa de ayuda. Como reacción a la crisis financiera, la NRW.Bank introdujo un servicio de información telefónica para apoyar a las empresas en la selección de ofertas de fomento adecuadas. En el otoño de 2009, la NRW.Bank se trasladó a un nuevo edificio en Münster.
En enero de 2010, el Instituto de Fomento de la Construcción de Viviendas de Renania del Norte‑Westfalia (Wfa) pasó a formar parte del área de fomento de vivienda de la NRW.Bank. La NRW.Bank asumió todas las tareas y operaciones del Wfa y se subrogó en sus derechos y obligaciones. El patrimonio del Wfa permaneció en la NRW.Bank y se convirtió en capital social.
El 1 de enero de 2017, la NRW.Bank, junto con el estado de Renania del Norte‑Westfalia, puso en marcha el programa de fomento NRW.BANK.Gute Schule 2020. En el marco del programa, se pusieron a disposición de los municipios durante cuatro años 500 millones de euros anuales para medidas de renovación y modernización, así como para proyectos de digitalización en las escuelas. El estado asumió todos los pagos de amortización e intereses, por lo que el programa no tuvo costes para los municipios. En el mismo año, la NRW.Bank fue distinguida por el Club Alemán General del Ciclismo (ADFC) como empleador favorable al uso de la bicicleta.
En 2019, la NRW.Bank ocupó una sede de oficinas en el antiguo edificio central del WestLB en la Herzogstraße 15 en Düsseldorf. En 2024 comenzaron en Düsseldorf las obras de construcción de un nuevo edificio en el terreno del antiguo Ministerio del Interior, en el que la NRW.Bank establecerá otra sede de oficinas.

### Ayuda en situaciones de crisis y nuevos avances
Desde 2020, el banco volvió a ofrecer con mayor frecuencia programas de apoyo para situaciones de crisis; en el contexto de la pandemia de COVID‑19, se proporcionaron principalmente ayudas para emprendedores, empresas y municipios. Tras las inundaciones de 2021, el banco ofreció programas de fomento para apoyar en la reparación de los daños causados por las inundaciones.